# Kent Ryberg
Kent Ryberg, född 1950 i Köping, är tidigare kommunalråd i Västerås.
Ryberg blev under studietiden i Stockholm politiskt intresserad och gick med i det socialdemokratiska ungdomsförbundet SSU år 1972. Inom kommunpolitiken har Kent Ryberg varit aktiv i många år. Sedan 1992 har han varit förtroendevald i Västerås kommunfullmäktige.
Sedan 2004 har Kent varit ledamot i föreningstyrelsen i konsumentföreningen Svea. Sedan 2008 är han vd för föreningen. Kent Ryberg friades i februari 2013 från åtal om mutor.